# Калакуцкий, Геннадий Васильевич
Геннадий Васильевич Калакуцкий (1937 — 2007) — бывший главный тренер сборной команды России по прыжкам на лыжах с трамплина.
Выпускник Московского областного педагогического института им. Н.К. Крупской. Мастер спорта СССР (по лыжному двоеборью, 1960).
Работал: тренером, зав.отделом, зам.председателя ЦС ДСО «Спартак». Главный тренер сборной команды России и первый Вице-президент федерации по прыжкам на лыжах с трамплина и лыжному двоеборью.
Награждён медалями «За трудовую доблесть» и «Ветеран труда».

## Личная жизнь
- Сын: Калакуцкий, Евгений Геннадьевич — футбольный функционер.
- Сын: Калакуцкий, Виталий Геннадьевич — руководитель горнолыжного комплекса «Ново-Переделкино».